# Manifestación de hispanos en Nueva York de 2007
Manifestación de hispanos en Nueva York de 2007, El 14 de marzo de 2007, varias organizaciones y más de mil inmigrantes en su mayoría latinos marcharon la Ciudad de Nueva York, portando banderas de México, Estados Unidos y otros países, para comprometer al gobierno en la búsqueda de soluciones a las deficiencias del sistema de salud, vivienda y educación de los inmigrantes.
La jornada de protestas busca presionar a las autoridades del estado para que destinen más fondos a la atención de indocumentados en puntos claves para la incorporación de éstos a la sociedad estadounidense.
Los manifestantes exigirán la asignación de fondos estatales a la enseñanza de la lengua inglesa y la capacitación de profesores, así como una solución oficial a las necesidades de vivienda.
La directora de la Coalición de Inmigración de Nueva York y organizadora del evento, Cheng-Wha Hong, sostiene que si los neoyorquinos desatienden las deficiencias educativas actuales, en un futuro cercano la ciudad carecerá de mano de obra capacitada.
Hong agregó que la precariedad económica y los elevados alquileres obligan a más de una familia de inmigrantes a vivir en sótanos y apartamentos mal acondicionados lo que los expone a peligros.
Como ejemplo, otro activista, Javier Valdés, recordó el incendio de un apartamento del Bronx que la semana pasada cobró la vida de 10 inmigrantes malienses.